# Поуп, Джон Рассел
Джон Рассел Поуп (англ. John Russell Pope; 24 апреля 1874 — 27 августа 1937) — американский архитектор, чья фирма известна проектами построек здания Национального архива (построено в 1935 году), мемориала Джефферсону (построен в 1943 году) и западного корпуса Национальной галереи искусства (построено в 1941 году) в Вашингтоне.

## Биография
Родился в Нью-Йорке 24 апреля 1874. Учился в Нью-Йоркском городском колледже, Колумбийском университете, продолжил образование в Американской академии в Риме и Школе изящных искусств в Париже. В 1900 году он основал собственную компанию в Нью-Йорке. При работе над проектами общественных сооружений Поуп обычно обращался к классическим формам, а в архитектуре частных зданий использовал более свободный стиль. Среди его наиболее важных проектов: Шотландский храм, Национальный архив и Дворец собраний в Вашингтоне; мемориал Линкольну в Ходженвилле (штат Кентукки), здание мэрии в Платсбурге (штаь Нью-Йорк), железнодорожный вокзал в Ричмонде (штат Виргиния) и Американский военный мемориал в Монфоконе во Франции. Поуп был членом Американского института архитекторов, имел много наград и почетных степеней. Умер он в 1937 году, не успев завершить работу над мемориалом Джефферсону и зданием Национальной галереи в Вашингтоне; они были достроены уже после его смерти.

## Избранные работы

Избранные работы
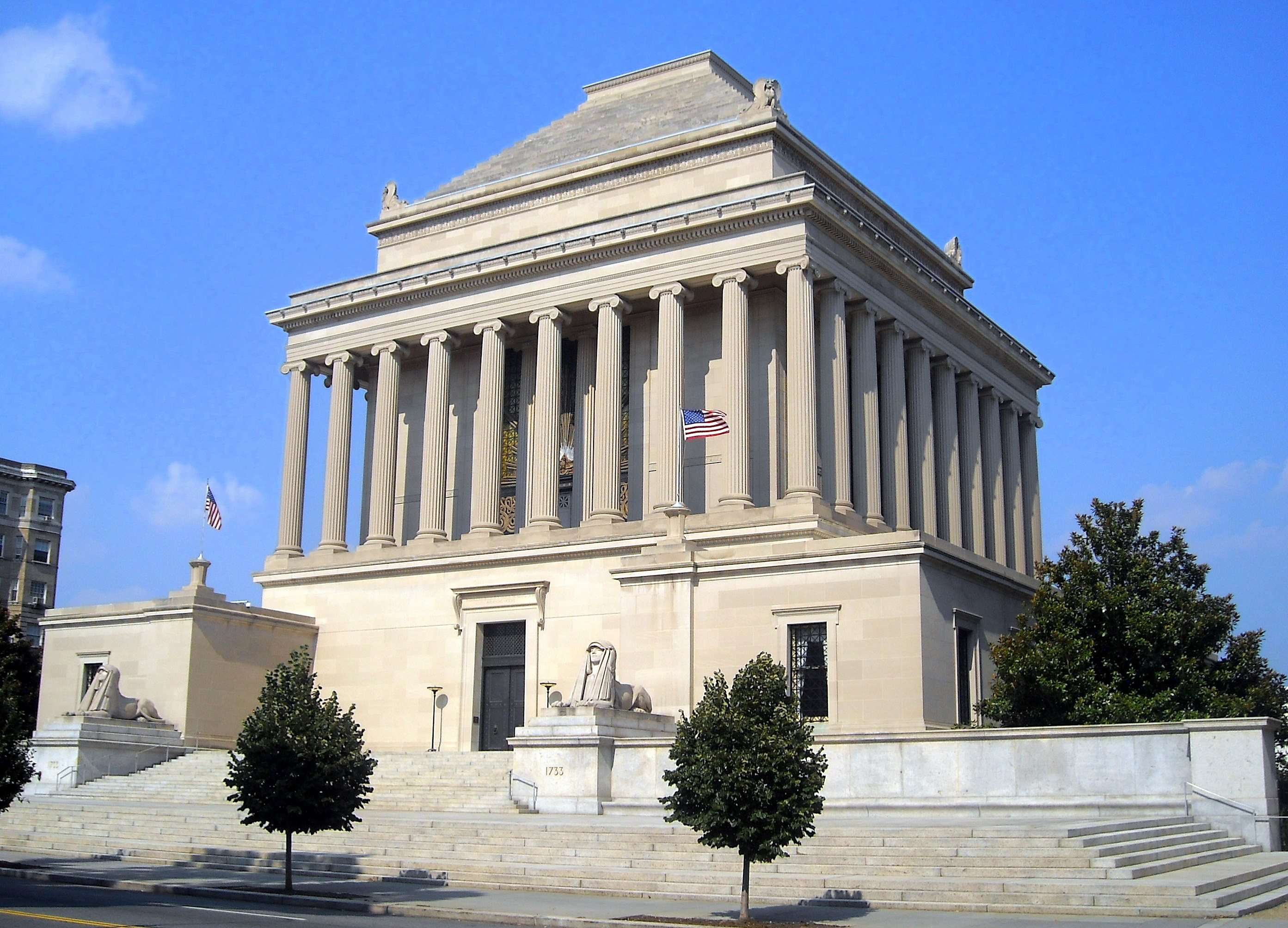
House of the Temple
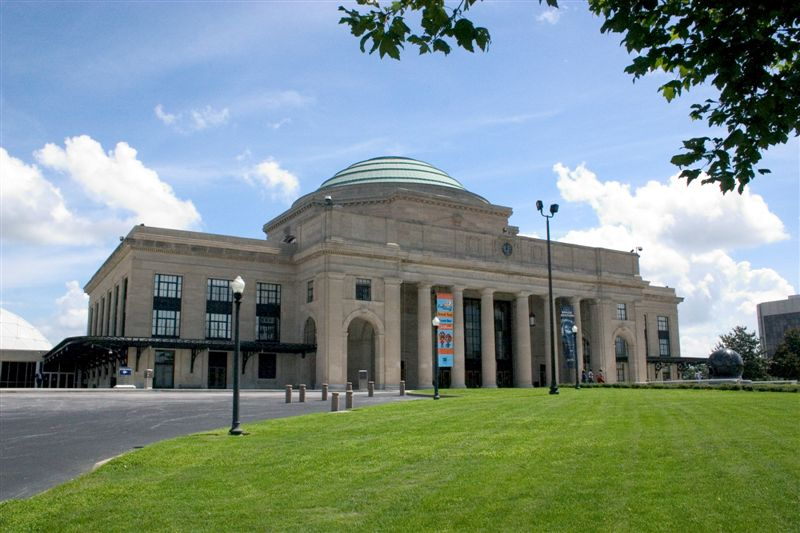
Станция Союзная в Ричмонде
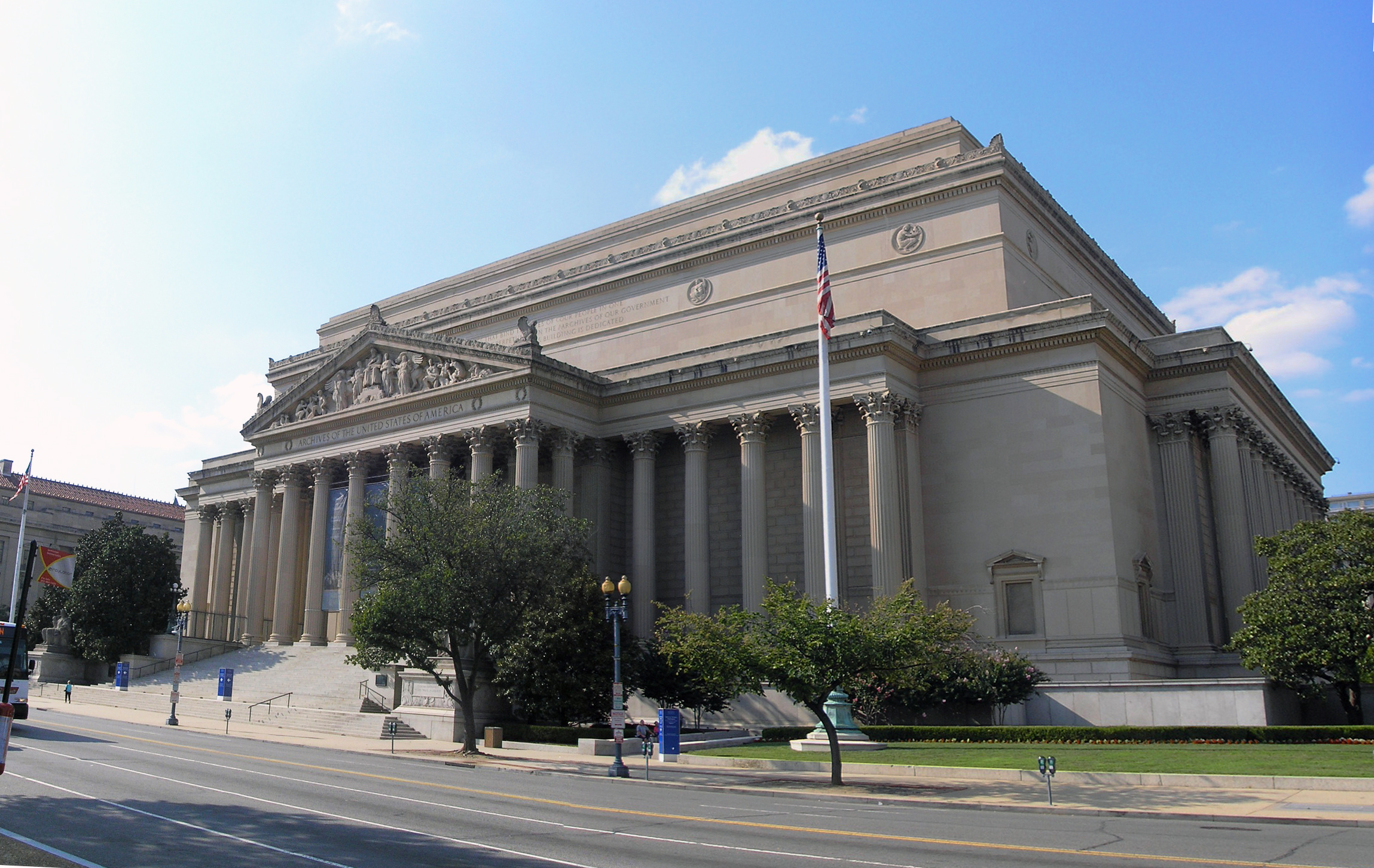
Национальный архив США
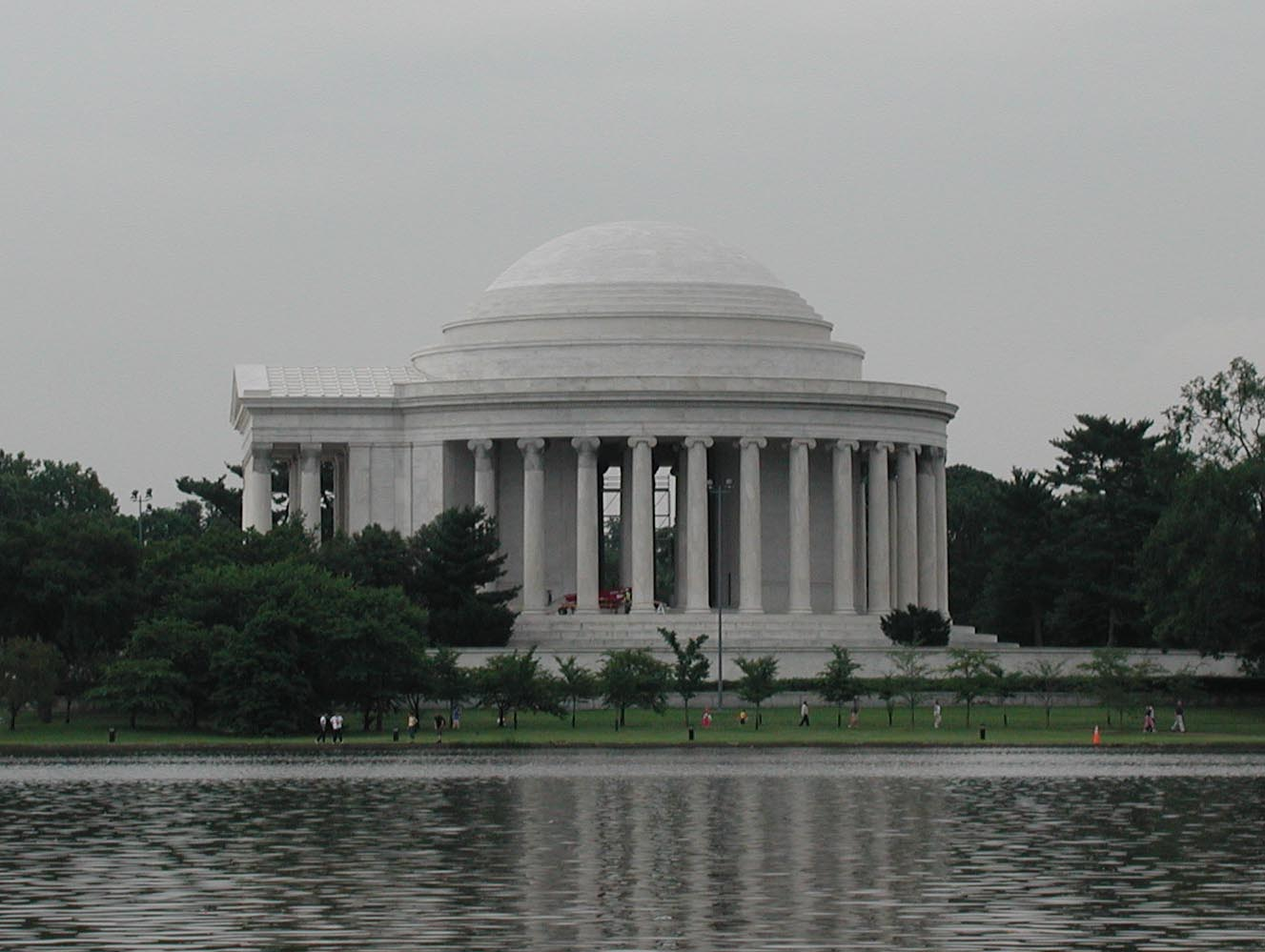
Мемориал Джефферсону